# Gran Premi del Japó del 2001
Resultats del Gran Premi del Japó de Fórmula 1 de la temporada 2001 disputat al circuit de Suzuka el 14 d'octubre del 2001.

## Resultats
| Pos | No | Pilot                 | Equip              | Voltes | Temps/ Retirada          | Pos. de sortida | Punts |
| --- | -- | --------------------- | ------------------ | ------ | ------------------------ | --------------- | ----- |
| 1   | 1  | Michael Schumacher    | Ferrari            | 53     | 1h 27' 33. 298           | 1               | 10    |
| 2   | 6  | Juan Pablo Montoya    | Williams - BMW     | 53     | + 3.154 s                | 2               | 6     |
| 3   | 4  | David Coulthard       | McLaren - Mercedes | 53     | + 23.262 s               | 7               | 4     |
| 4   | 3  | Mika Häkkinen         | McLaren - Mercedes | 53     | + 35.539 s               | 5               | 3     |
| 5   | 2  | Rubens Barrichello    | Ferrari            | 53     | + 36.544 s               | 4               | 2     |
| 6   | 5  | Ralf Schumacher       | Williams - BMW     | 53     | + 37.122 s               | 3               | 1     |
| 7   | 8  | Jenson Button         | Benetton - Renault | 53     | + 1' 37.102 min.         | 9               |       |
| 8   | 11 | Jarno Trulli          | Jordan - Honda     | 52     | + 1 Volta                | 8               |       |
| 9   | 16 | Nick Heidfeld         | Sauber - Petronas  | 52     | + 1 Volta                | 10              |       |
| 10  | 10 | Jacques Villeneuve    | BAR - Honda        | 52     | + 1 Volta                | 14              |       |
| 11  | 21 | Fernando Alonso       | Minardi - European | 52     | + 1 Volta                | 18              |       |
| 12  | 22 | Heinz-Harald Frentzen | Prost - Acer       | 52     | + 1 Volta                | 15              |       |
| 13  | 9  | Olivier Panis         | BAR - Honda        | 51     | + 2 Voltes               | 17              |       |
| 14  | 15 | Enrique Bernoldi      | Arrows - Asiatech  | 51     | + 2 Voltes               | 20              |       |
| 15  | 14 | Jos Verstappen        | Arrows - Asiatech  | 51     | + 2 Voltes               | 21              |       |
| 16  | 20 | Alex Yoong            | Minardi - European | 50     | + 3 Voltes               | 22              |       |
| 17  | 7  | Giancarlo Fisichella  | Benetton - Renault | 47     | Caixa canvi              | 6               |       |
| Ret | 19 | Pedro de la Rosa      | Jaguar - Cosworth  | 45     | Pèrdua d'oli             | 16              |       |
| Ret | 23 | Tomáš Enge            | Prost - Acer       | 42     | Frens                    | 19              |       |
| Ret | 18 | Eddie Irvine          | Jaguar - Cosworth  | 24     | Prob. amb el combustible | 13              |       |
| Ret | 17 | Kimi Räikkönen        | Sauber - Petronas  | 5      | Col·lisió                | 12              |       |
| Ret | 12 | Jean Alesi            | Jordan - Honda     | 5      | Col·lisió                | 11              |       |

## Altres
- Pole: Michael Schumacher 1' 32. 484

- Volta ràpida: Ralf Schumacher 1' 36. 944 (a la volta 46)